# Prašičji zaliv
Prašičji zaliv (Špansko Bahia de Cochinos) je zaliv, ki se nahaja na južni obali Kube. Leži 150 kilometrov jugo-vzhodno od glavnega mesta Kube Havane

## Zgodovina
Aprila leta 1961 so se na plažah Playa Larga in Playa Girón izkrcali vojaki, ki so želeli strmoglaviti Fidela Castra. Napad je financirala ameriška CIA, ki je želela Kubo ponovno dobiti pod ameriški nadzor. Poskus invazije je spodletel, saj je Castrovim vojakom uspelo obraniti plaži.